# Três Espaços Linguísticos
Três Espaços Linguísticos (em francês: Trois Espaces Linguistiques, em castelhano: Tres Espacios Lingüísticos, acrónimo: TEL) é uma iniciativa interinstitucional de cooperação linguística liderada pela Organização de Estados Ibero-americanos para a Educação, a Ciência e a Cultura (OEI), a Secretaria-Geral Ibero-Americana (SEGIB), a Comunidade de Países de Língua Portuguesa (CPLP) e a
Organização Internacional da Francofonia (OIF), representantes principais da Hispanofonia, a Lusofonia e a Francofonia.
O projeto se autodefine como um “inovador espaço de reflexão para o desenho de novas estratégias de cooperação internacional que permitam reforçar, através do diálogo entre as culturas, a construção de uma cultura de paz, um de cujos valores principais é o respeito às diferenças”.
Os Três Espaços Linguísticos estão integrados, em palavras do secretário geral ibero-americano Enrique V. Iglesias, por 103 países e 900 milhões de falantes dispersos nos cinco continentes. Estes três espaços têm, segundo assinala Iglesias, "problemas comuns, como é tratar de fazer de suas línguas instrumentos a cada vez mais utilizados na economia, na cultura, no comércio e, especialmente, em internet". Por isso, considera que "a digitalização do mundo abre novas oportunidades para a expansão destas línguas, sua consolidação e defesa".

## Acontecimentos
No ano 2001 as organizações citadas realizaram conjuntamente o I Colóquio dos Três Espaços Linguísticos (TEL). Concebeu-se, em palavra de Durántez  Prados, como "um processo de encontros formalizados de representantes das organizações dos países de línguas neolatinas junto com especialistas independentes desses âmbitos, com o objetivo geral de criar as condições para iniciar um diálogo orientado a conseguir uma sorte de acordo panlatina e assim organizar uma frente comum para combater os efeitos negativos da mundialização".
No ano 2013, no marco da Jornada Europeia das Línguas, os Três Espaços Linguísticos lançaram uma mensagem manifestando que "unem suas vozes para recordar a necessidade de proteger e promover o multilinguismo no espaço europeu".
Em novembro do 2015 celebrou-se o "Encontro de Três Espaços Linguísticos" na sede da Comunidade de Países de Língua Portuguesa (CPLP), em Lisboa, com  a participação do Secretário Geral da OEI, representantes da CPLP, da Organização Internacional da Francofonia (OIF) e a Secretaria-Geral Ibero-americana (SEGIB). Baixo o título "A linguagem, a identidade e a inclusão social num mundo globalizado", a reunião dividiu-se em três mesas redondas: plurilinguismo e o diálogo intercultural; Idioma, Cultura e Desenvolvimento; e Idiomas, Conhecimento e Inclusão Social.